# Ric Flair
 (juin 2021).
Ric Flair, de son vrai nom Richard Morgan Fliehr, né le 25 février 1949 à Memphis, est un catcheur américain. Il travaille actuellement à la All Elite Wrestling. Il est connu pour son travail à la National Wrestling Alliance, à la World Championship Wrestling et à la World Wrestling Federation/Entertainment.
Il a remporté 16 titres mondiaux au cours de sa carrière : 8 fois Champion du monde poids-lourd de la NWA, 6 fois Champion du monde poids lourds de la WCW et deux fois champion de la WWF. Flair considère cependant qu'il a été 21 fois champion du monde. Il est aussi le vainqueur du Royal Rumble en 1992 et a été introduit dans le Hall of Fame de la WWE en 2008 et 2012.
Flair avait officiellement pris sa retraite en 2008 après 36 ans de carrière lors de WrestleMania XXIV à la suite de sa défaite contre Shawn Michaels, mais est revenu sur les rings lors de la tournée Hulkamania: Let The Battle Begin en Australie avant de rejoindre la Total Nonstop Action Wrestling.

## Jeunesse
Fliehr est un enfant adopté ; sa mère biologique s’appellerait Olive Phillips, Demaree, ou Stewart. Son père biologique est Luther Phillips. Il est confié à la Tennessee Children’s Home Society avant d'être adopté par Richard Reid et Kathleen Fliehr. Ses parents lui apprennent très tôt qu'il est adopté et accepte cela sans avoir envie de chercher ses origines. Il demande les papiers concernant son adoption au début des années 2000 quand il rédige son autobiographie To be the Man.
Il fait partie des équipes de lutte, de basketball et de football américain de la Wayland Academy (en). Il obtient une bourse universitaire et intègre l'équipe de football de l'université du Minnesota où il joue au poste de offensive guard et defensive tackle.

## Carrière

### Débuts à l'American Wrestling Association(1972-1974)
Fliehr s'entraîne auprès de Verne Gagne et fait ses débuts en 1972 à la American Wrestling Association (AWA). Il utilise le nom de ring de Ric Flair qu'il va utiliser durant le reste de sa carrière. Il y affronte notamment Larry Hennig, Jim Brunzell, Jimmy Valiant (en), Greg Gagne (en), Ivan Koloff et Rene Goulet. Goulet est le premier à le vaincre. Il part lutter au Japon six mois après ses débuts.

### Mid-Atlantic Championship Wrestling(1974-1988)
Il part en Caroline du Nord en 1974 pour lutter à la Mid-Atlantic Championship Wrestling (en), une fédération membre de la National Wrestling Alliance (NWA), où il commence à être mis en valeur. Il fait équipe avec Rip Hawk et deviennent champion par équipes de la NWA Mid-Atlantic du 4 juillet au 6 décembre,.
Il continue sa carrière tout seul et devient champion Télévision de la NWA Mid-Atlantic le 8 février 1975 après sa victoire face à Paul Jones. Il apparaît comme étant un tyran sur le ring et obtient de nombreuses victoires face à des babyfaces de la Mid-Atlantic et devient champion poids lourd de la Mid-Atlantic en battant Wahoo McDaniel,. Son règne de champion Télévision prend fin avec sa défaite face à Paul Jones le 8 août. Le 4 octobre, il est dans un Cessna 310 qui doit l'amener à Wilmington. L'avion tombe à court de carburant à l'approche de Wilminton et s'écrase,. Le pilote et les passagers (David Crockett (en), Tim Woods (en), Bobby Bruggers, Johnny Valentine (en) et Flair) sont vivants,. Flair est gravement blessé au dos et reste pendant plusieurs mois en convalescence.
Une fois remis de ses blessures, Flair revient et commence à se faire appeler « The Nature boy » pour rendre hommage à « The Nature boy » Buddy Rogers. Il lutte pour la première fois au Madison Square Garden le 1er mars et bat Pete Sanchez. À partir du mois d'octobre, il commence à faire fréquemment équipe avec Greg Valentine. Ils deviennent champion du monde par équipes de la NWA (version Mid-Atlantic) le 26 décembre après leur victoire face aux Andersons (Gene (en) et Ole Anderson). Le lendemain, Flair devient champion Mid-Atlantic poids lourd de la NWA (en) en battant Wahoo McDaniel (en).

### World Wrestling Federation (1991-1993)

#### Rivalités avec Roddy Piper et Hulk Hogan (1991-1992)
Flair signe avec la World Wrestling Federation en août 1991 et commence à apparaître à la télé le mois suivant avec le WCW World Heavyweight Championship et se surnomme lui-même « The Real World Heavyweight Champion ». Mené par son conseiller financier Bobby Heenan et son consultant exécutif Mr. Perfect, Flair lance plusieurs défis à des catcheurs comme Roddy Piper et Hulk Hogan en luttant contre l'équipe menée par Piper aux Survivor Series 1991 et en aidant l'Undertaker à gagner son premier WWF Championship contre Hogan dans le main event du même show.

#### WWF Champion (1992-1993)
Flair gagne le Royal Rumble 1992 et donc le WWF Championship qui était laissé vacant et remis en jeu lors du Rumble match. Ainsi Flair est le seul avec Buddy Rogers à avoir remporté le NWA World Heavyweight Championship et le WWF Championship dans leur carrière. C'est à ce moment-là que la rivalité entre Flair et Savage commençait. Lors du Wrestlemania VIII, Flair perdait son titre de la WWF face à Randy Savage en lui faisant terminer son règne de quatre mois.
Lors du Survivor Series 1992, lui et Razor Ramon perd contre l'équipe de Savage.
Lors du premier Raw de Flair, il combat face à El Matador, mais le combat se finit en match nul puisque Mr Perfect l'attaquait jusqu’à ce que les officiels de la WWF viennent les séparer, Flair défie alors Hennig dans RAW Loser Leaves Match où le perdant devait quitter la WWF. Lors du Raw du 25 janvier, Flair perdait contre Hennig et donc Flair est obligé de quitter la fédération, bien que Hennan avait dit qu'il voulait que Perfect quitte la WWF.

### World Championship Wrestling (1993-2001)

#### WCW World Heavyweight Champion (1993-1996)
Flair retourne à la WCW en février 1993. Cependant Flair fait un courte apparition à la National Wrestling Alliance en juillet 1993 et bat pour le titre mondial Barry Windham à Beach Blast 1993, gagnant donc pour la 10e fois le NWA World Heavyweight Championship qui a été séparé du WCW World Heavyweight Championship. La WCW prévoit que Sid Vicious affronte Vader pour le titre mondial de la WCW à Starrcade mais Sid est renvoyé pour être impliqué dans une violente bagarre avec Arn Anderson[réf. nécessaire]. Flair prend donc sa place et affronte Vader dans sa ville natale de Charlotte en Caroline du Nord lors de Starrcade 1993. La stipulation du match est un Career vs. Title match, mais remporte le titre.
En juin 1994, Flair bat Sting dans un match d'unification avec le WCW International World Heavyweight Championship et du WCW World Heavyweight Championship. Plus tard, alors que Hulk Hogan vient d'arriver à la WCW en juin 1994, ce dernier gagne le titre face à Flair en juillet à Bash at the Beach 1994. Flair perd encore contre Hogan à Halloween Havoc 1994 dans un match en cage qui devait mettre un terme à sa carrière s'il perdait. Flair perd mais revient quelques mois plus tard en tant que catcheur et manager à temps partiel en 1995. Lui et Randy Savage reprennent leur rivalité (qui a commencé à la WWF) quand ce dernier arrive à la WCW vers fin 1994 et leur rivalité continue pendant presque 2 ans avec chacun des deux remportant le WCW World Heavyweight Championship plusieurs fois l'un contre l'autre. Flair gagne le titre contre Savage à SuperBrawl VI dans un match en cage où Miss Elizabeth trahit Savage en faveur de Flair. Flair bat ensuite Konnan à Bash at the Beach 1996 le 7 juillet pour gagner le WCW United States Heavyweight Championship. Il le laisse vacant en novembre à cause d'une blessure au bras.

#### Four Horsemen (1996-1997)
Flair a joué un rôle important dans la storyline de la New World Order vers fin 1996 et pendant 1997. Les Four Horsemen et Flair prennent souvent la tête de la guerre contre la nWo.
Flair est également en rivalité avec Roddy Piper, Syxx, puis son vieux rival Curt Hennig se joint aux Four Horsemen mais seulement pour se retourner contre Flair à Fall Brawl 1997 en détruisant les Four Horsemen avec la NWO lors du WarGames match.
En avril 1998, le fils de Flair, Reid Flair, se qualifie pour le AAU National Wrestling Tournament. Flair demande donc congé pour aller le voir mais le dirigeant de la WCW, Eric Bischoff refuse, mais Flair prend quand même son repos. Flair est alors renvoyé et poursuit en justice pour violation de contrat[réf. nécessaire]. Il fait son retour surprise le 14 septembre 1998 et reforme les Four Horsemen (avec Steve McMichael, Dean Malenko et Chris Benoit).

#### WCW World Heavyweight Champion (1997-2001)
Flair a une rivalité avec Bischoff pendant plusieurs mois, allant jusqu'à un match en cage First Blood (le premier qui saigne) contre Hulk Hogan à Uncensored 1999 où le WCW World Heavyweight Championship de Hogan ainsi que la présidence de Bischoff sont en jeu. Flair est le premier à saigner, mais l'arbitre l'ignore et Flair fait abandonner Hogan pour devenir le nouveau champion et maintenir son rôle de président. Flair commence alors à abuser de son pouvoir et favorise les heels plutôt que les faces, et donne même le WCW US Heavyweight Championship à son fils David et recourant à n'importe quel moyen pour que David conserve son titre. Flair forme alors une équipe de disciples incluant Roddy Piper, Arn Anderson et The Jersey Triad pour maintenir la situation. Mais le règne de Flair en tant que président s'arrête le 19 juillet lorsqu'il perd face à Sting pour la présidence de la WCW.
Flair gagne deux fois le WCW World Heavyweight Championship en 2000. Quand la WCW est rachetée par la WWF en 2001, Flair est le leader d'un groupe de heels appelés les Magnificent Seven composé du Champion du monde poids lourd de la WCW Scott Steiner, Rick Steiner, Jeff Jarrett, Lex Luger, Buff Bagwell et Road Warrior Animal. Pendant l'épisode final de Monday Nitro du 26 mars 2001, il a tenu un discours sur les meilleurs moments de la compagnie. Plus tard lors du même show, Flair perd contre Sting dans le dernier match de la WCW.

### World Wrestling Federation/Entertainment (2001-2008)

#### Rivalité avec Vince McMahon (2001-2003)

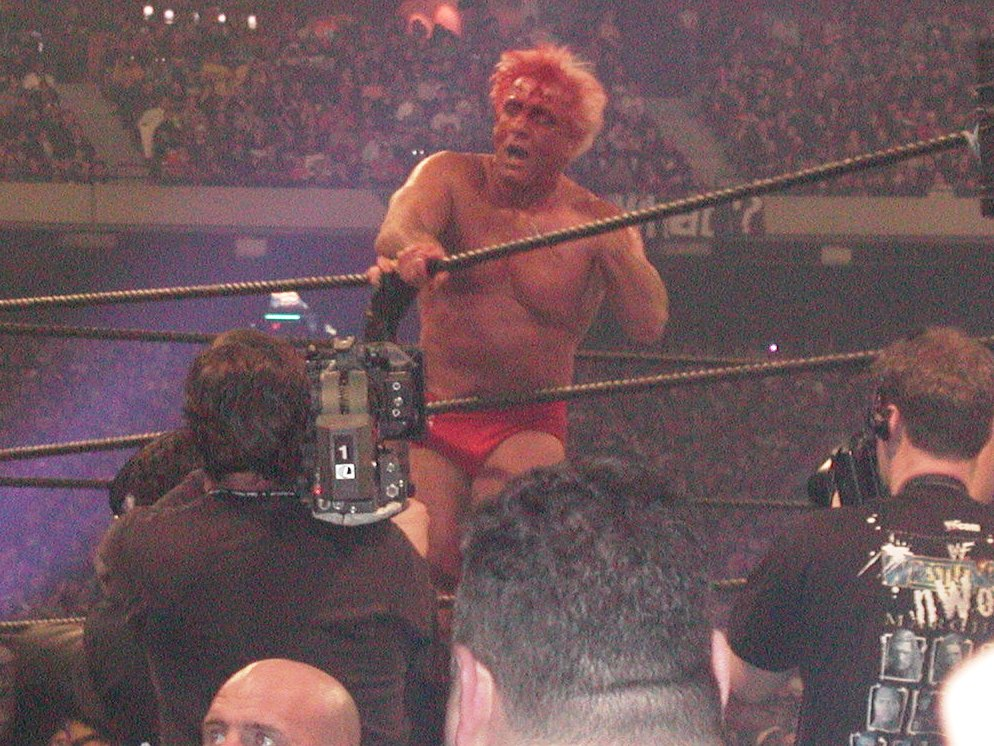
Ric Flair lors de WrestleMania X8.

Flair retourne à la WWF en novembre 2001 et devient avec Vince McMahon copropriétaire de la compagnie (kayfabe). C'est à Raw qu'il fait son apparition à la fin de la storyline The Invasion qui a été jusqu'à un match où le vainqueur remporte tout, gagné par la WWF, aux Survivor Series 2001. Le nouveau rôle de Flair est donc de codirigeant la WWF et selon leurs explications, Stephanie et Shane McMahon, auraient vendu la moitié de la compagnie à Flair pour pouvoir racheter plutôt la World Championship Wrestling et la Extreme Championship Wrestling. La rivalité entre Vince McMahon et Ric Flair les mène à un Street Fight match au Royal Rumble 2002 que Flair gagne. C'est le premier match de Flair depuis son retour à la WWF. Flair affronte aussi Undertaker à WrestleMania X8 où Flair perd dans un match sanglant. L'angle du copropriétaire continue jusqu'à début 2002 quand Flair prend le contrôle de Raw, et McMahon de WWE SmackDown. La compagnie se voit donc divisée en deux shows. Après que Stone Cold Steve Austin quitte brusquement la WWE, un match pour la présidence de la compagnie est organisé entre Flair et McMahon, que ce dernier remporte grâce à une intervention de Brock Lesnar.

#### Evolution, Intercontinental Champion et retraite (2003-2008)
Quelque temps plus tard, Flair devient heel et se joint à l'Evolution de Triple H. Flair devient par ailleurs deux fois Champion de monde par équipe avec Batista en 2003 et 2004.
Le clan éclate en 2005 après le départ de Batista qui défie Triple H pour son titre à Wrestlemania 21.
À Unforgiven 2005, alors qu'il est redevenu face, Flair défait Carlito pour gagner la seule ceinture qui lui manquait à son palmarès : le Championnat intercontinental de la WWE, devenant le 13e catcheur de la WWE à être Triple Crown Champion. Ric Flair et Triple H se retrouvent à Taboo Tuesday 2005 dans un Steel Cage match où Flair conserve son titre. Il perd finalement sa ceinture au profit de Shelton Benjamin.
Flair prend alors un congé au milieu 2006 pour se reposer et se marier pour la 3e fois. Il revient en juin et a une courte rivalité avec Mick Foley que Flair bat dans un « I Quit » match à Summerslam 2006. Par la suite, il est impliqué dans une rivalité avec le Spirit Squad à Raw. Le 5 novembre, à Cyber Sunday 2006, il redevient Champion du monde par équipe avec Roddy Piper en battant le Spirit Squad. Le 13 novembre à Raw, Flair et Piper perdent leurs titres face à la Rated-RKO à cause d'un problème de dos de Piper[réf. nécessaire]. Flair disparait un peu des écrans pour cause de divorce[réf. nécessaire] et revient le 11 décembre 2006, à Raw, pour faire équipe avec la D-Generation X et gagner face à la Rated-RKO et Kenny Dykstra.

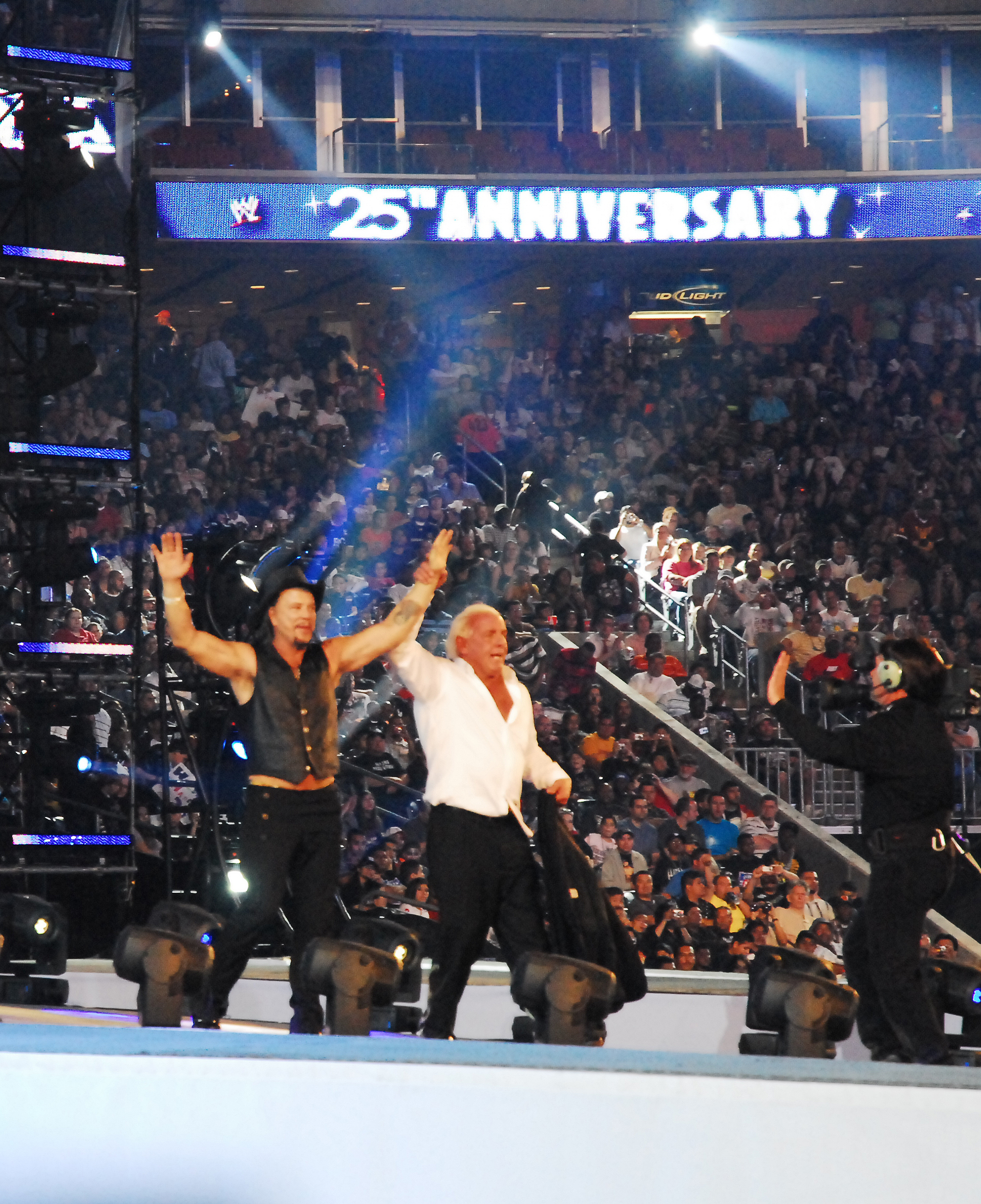
Ric Flair et Mickey Rourke à WrestleMania XXV.

Flair devient ensuite le mentor de Carlito. Ils font équipe contre Lance Cade et Trevor Murdoch pour le Championnat du monde par équipe de la WWE, mais perdent le match. Après quelques semaines de conflit entre Flair et Carlito, l'équipe est dissoute.
Lors des drafts du 11 juin, Flair part à WWE SmackDown où il forme une équipe avec Batista. Il s'engage alors dans une rivalité avec MVP avant d'aller défier The Great Khali sans succès.
Après une période d'inactivité, Ric Flair reprend du service au sein de la WWE, il est présent à la représentation de RAW à Charlotte en Caroline du Nord, ville dont il est originaire. Le 10 décembre à l'occasion du quinzième anniversaire de la division RAW, il reforme le temps d'une soirée l'alliance Evolution avec Batista et Triple H et gagne un match face à Randy Orton, Edge et Umaga. Lors de RAW il annonce qu'il met un terme à sa carrière puis finalement dit qu'il ne la prendra pas et que c'était une blague, Vince McMahon arrive alors et déclare que si Ric Flair perd un match, il devra mettre un terme à sa carrière. Il gagne contre MVP au Royal Rumble 2008 du Madison Square Garden à New York puis contre Mr.Kennedy à No Way Out 2008.
À WrestleMania XXIV, il affronte Shawn Michaels dans un match où Flair met en jeu sa carrière et perd le match.

#### Hall of Famer et diverses apparitions (2008)
Il est ensuite nommé au WWE Hall of Fame de 2008 et introduit par Triple H. Au WWE Hall of Fame de WrestleMania XXV, il introduit Ricky « the Dragon » Steamboat. Puis il accompagne Roddy Piper, Ricky Steamboat et Jimmy Snuka contre Chris Jericho à Wrestlemania XXV match qui'ils perdent. Il fait ensuite plusieurs apparitions lors de spectacles de la WWE, notamment à Judgment day 2009, ou encore à RAW contre Randy Orton dans un Parking lot brawl.

### Hulkamania Tour (2009)

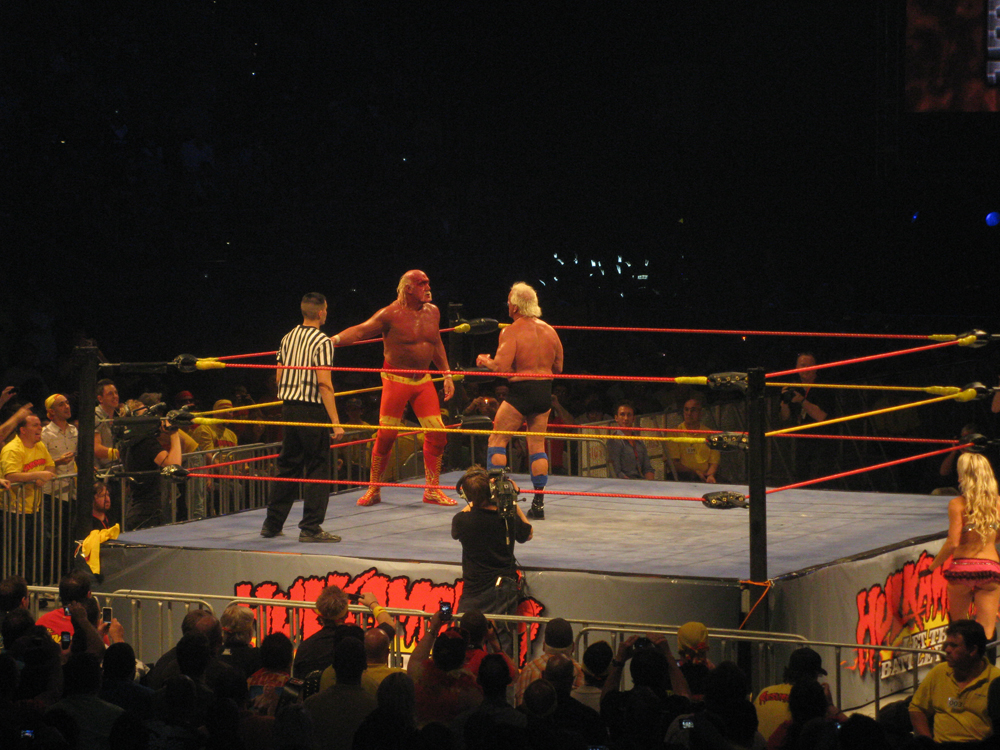
Ric Flair contre Hulk Hogan lors de la tournée Hulkamania

En 2009, lors de la tournée Hulkamania, il fait son retour sur le ring tout comme Hulk Hogan. Ils s'affrontent dans un match que Hogan remporte.

### Total Nonstop Action Wrestling (2010-2012)

#### Fortune (2010-2011)

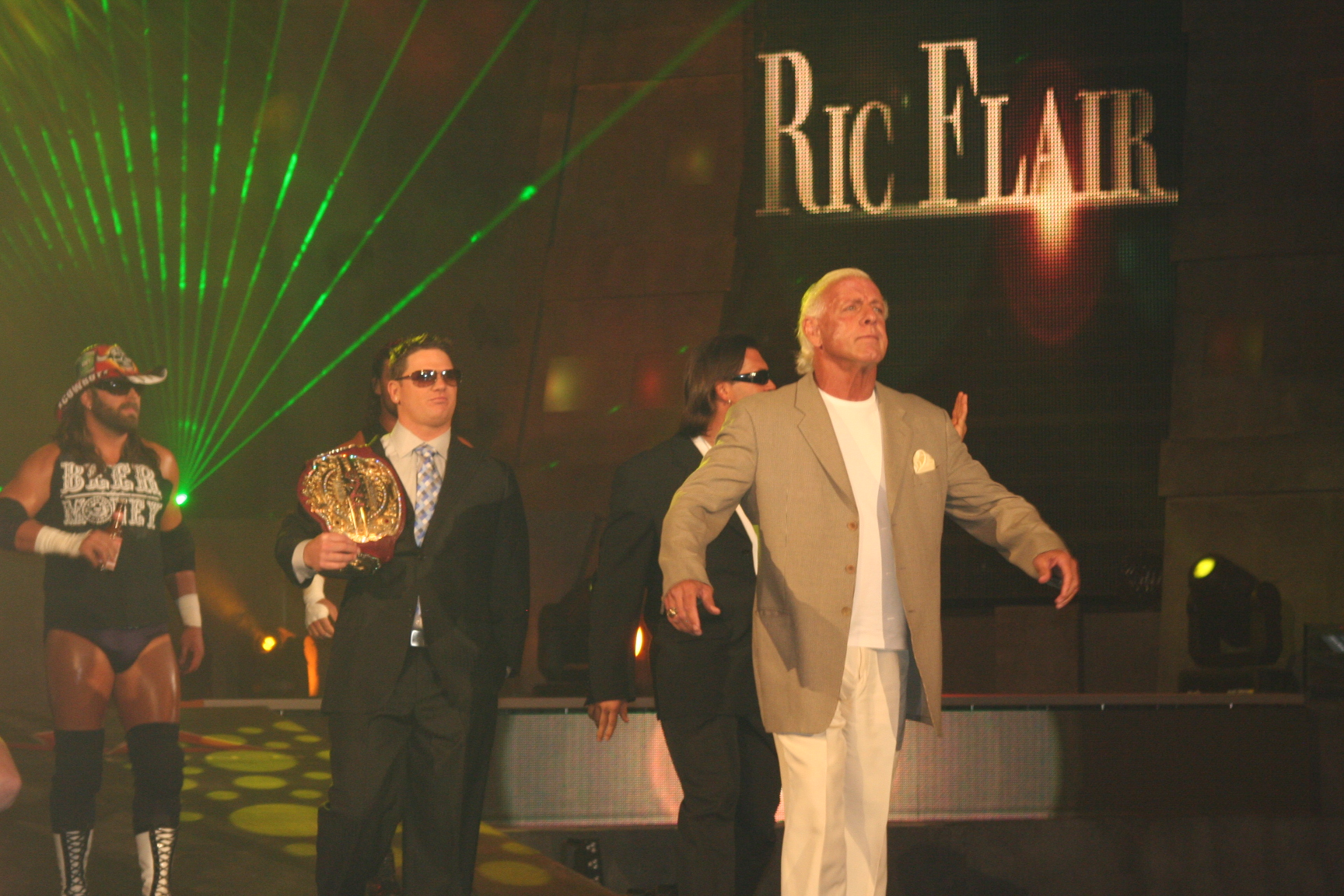
Flair avec son groupe Fortune en 2010

Lors de l'édition du 4 janvier de TNA Impact!, Ric Flair sort de la voiture censée amener Hulk Hogan et intègre officiellement la TNA. Il a signé un contrat d'un an avec elle, à la suite du refus de la WWE de le reprendre sous contrat.
Au pay-per-view Genesis, il intervient lors du match pour le TNA World Heavyweight Championship et aide AJ Styles à conserver (par tricherie) son titre face à Kurt Angle.
Il devient alors le manager d'AJ Styles et fait un heel turn. Lors du TNA du 11 février 2010 lui et A.J Styles passent à tabac Samoa Joe. Lors du PPV TNA Against All Odds A.J Styles conserve son titre face à Samoa Joe.
Lors du Impact du 18 février "The Pope" D'Angelo Dinero (connu comme Elijah Burke à la WWE) vient et dit qu'il va battre A.J Styles au prochain PPV et il va prendre son titre. Ric Flair fait alors également son apparition avec A.J Styles et des filles. Styles dit qu'il va conserver son titre face à The Pope" D'Angelo Dinero puis A.J Styles et Ric Flair le passe à tabac.
La semaine suivante il assène un coup de chaise à Jeff Hardy mais Abyss lui porte un Chokeslam et Ric Flair passe à travers le plancher. Lors de Victory Road 2010 il fait son retour sur le ring en affrontant Jay Lethal. Il perd ce match sur un Figure Four Leglock.
Lors du « Whole F'N Show », le Nature Boy lance une attaque très violente de son clan, « Fortune », sur les « Originals » de l'ex-ECW (notamment Tommy Dreamer, Stevie Richards, Raven, le The Sandman, Team 3D, ou encore Rhino).
Dans la poursuite de cette feud, Ric Flair aura un match a BEFORE THE GLORY, le show précédant Bound for Glory (2010) contre la légende du hardcore, Mick Foley représentant de l'ex-ECW. Ce match était censé mettre fin à la rivalité légendaire entre les deux catcheurs mais se terminera par un coup bas de Ric Flair, qui, après avoir perdu, appela son clan, Fortune, pour frapper Mick Foley.

#### Immortals (2011-2012)
Ric Flair s'associe après avec Hulk Hogan le 14 octobre, ce dernier étant devenu heel, formant ainsi « The Immortals » et à la suite de cela lors d'un épisode D'impact!, Matt Morgan le défie et il perd. D'après quelque sources, il se serait blessé durant son unique match pendant la tournée européenne.

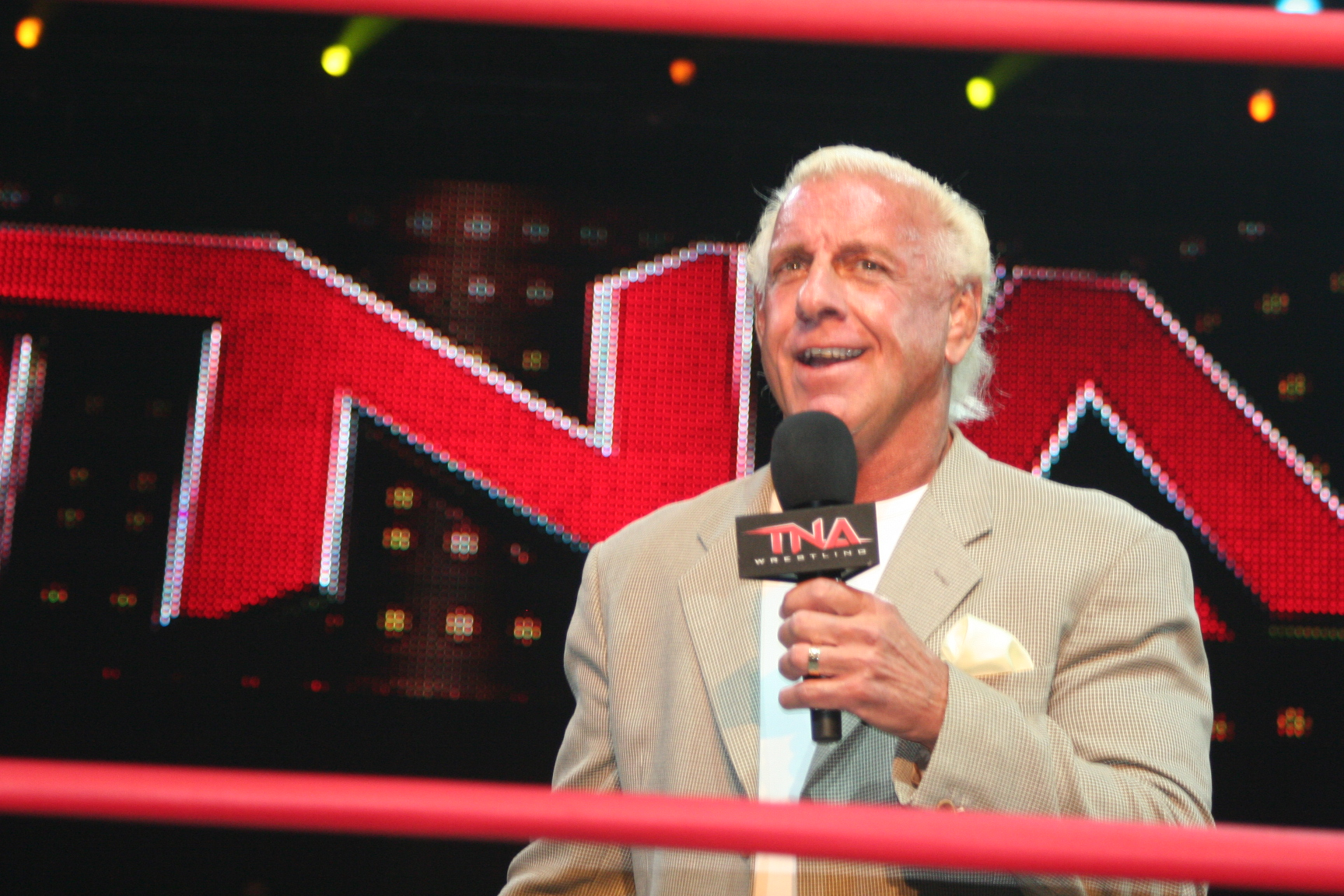
Ric Flair en 2011

Il effectue son retour lors d'Impact du 17 février 2011 et, alors que son clan Fortune est devenu face, lui est resté heel en aidant Matt Hardy à battre AJ Styles. (Ric Flair a poussé AJ alors que ce dernier était sur la 3e corde). Peu après, Ric Flair rejoint Immortal. Ric Flair était présent lorsque Shawn Michaels a été intronisé au WWE Hall Of Fame 2011.
Au PPV Lockdown 2011, il perd avec les Immortals (Abyss, Bully Ray et Matt Hardy) contre son ancien clan Fortune (Beer Money, Inc., Kazarian et Christopher Daniels)
Il fait son retour à Impact Wrestling le 18 août 2011 après 4 mois d'absence en lançant un challenge à Sting qui est un match simple, tous les deux, avec comme stipulation que si Ric Flair gagne, Sting devra prendre sa retraite mais si l'Icon gagne, Hulk Hogan devra avoir un match contre Sting. Et Sting remporta ce match qui se fera à Bound For Glory ou Hulk Hogan fait un Face Turn et se retourne contre les Immortals.
Selon des documents judiciaires, Flair a été officiellement libéré le 11 mai 2012.

### Retour à la World Wrestling Entertainment (2012-2021)

#### WWE Hall of Fame avec les Four Horsemen (2012)
Il est intronisé avec les autres membres des Four Horsemen lors du WWE Hall Of Fame 2012. Il est le premier homme de l'histoire à être intronisé deux fois au WWE Hall Of Fame, ainsi que le premier à être actuellement employé à la TNA (fédération concurrente de la WWE).

#### Apparitions diverses (2013-2021)
Lors des Slammy Awards, il fait son retour en présentant la superstar de l'année. John Cena qui venait de gagner le prix, le refuse et le donne à Ric Flair. Puis, après une confrontation verbale avec CM Punk, il porte un Figure-Four leglock sur Paul Heyman. Le Shield s'en prend à lui mais Ryback, Kane et Daniel Bryan lui viennent en aide. Lors de l'édition de Raw Spécial Old School le 4 mars 2013, il manage The Miz, ce dernier étant face à Dolph Ziggler, qu'il bat.
Le 29 mai à NXT Takeover, il accompagne sa fille Ashley (qui combat sous le nom de Charlotte) lors de son match pour le NXT Women's Championship face à Natalya, match que sa fille emporte.
Lors de Night of Champions 2015, sa fille Charlotte gagne le titre des divas face à Nikki Bella. Ric Flair vient la féliciter et devient alors son manager pendant plusieurs mois. À cause de ses nombreuses interventions lors des matchs de sa fille pour l'aider à conserver son titre, il fut banni des abords du ring pour Extreme Rules 2016. Pendant le Raw d'après Extreme Rules, il fête la victoire de sa fille qui a conservé le WWE Women's Championship, cependant celle-ci lui demande de quitter le ring et ne plus l'accompagner lors de ses matchs, ce qu'il fait, quittant l'arène en pleurs.
Le 14 novembre à SmackDown Live, il vient célébrer la victoire de sa fille devenue pour la première fois de sa carrière WWE SmackDown Women's Championship en battant Natalya, ils s'enlacent et se mettent à pleurer de joie devant ce moment riche en émotions.
Le 1er mars 2018, Ric Flair apparaît dans le clip Ric Flair Drip avec 21 Savage, Offset et Metro Boomin, extrait de l'album Without Warning sorti à la fin de l'année 2017. Le 16 octobre 2018, lors du 1000e épisode de SmackDown, il fait une apparition aux côtés de Batista, Triple H et Randy Orton. Le 4 février 2019 à Raw, on annonce que le 25 février, à Raw, la WWE fêtera son soixante-dixième anniversaire .
Le 25 février à Raw, il est attaqué par Batista lors de la célébration de ses 70 ans.
Il effectue son retour lors du Raw du 15 juin 2020, pour déconseiller à Christian d'affronter Randy Orton. Christian lui répond alors que malgré tout le respect qu'il a pour Flair, il va quand même se battre. Avant le match, il revient pour tenter de le convaincre une dernière fois. Christian refuse et se reçoit un low blow de la part de Flair qui effectue un heel turn permettant à Orton de porter son Punt Kick pour remporter le match.
Le 10 août à Raw, Flair après un discours émouvant se fait attaquer par Randy Orton qui lui porte un low blow ainsi qu'un punt kick, marquant la fin de leur alliance.
Son contrat de légende prend fin le 2 août 2021.

### All Elite Wrestling (2023-...)
Début novembre 2023, la All Elite Wrestling annonce avoir fait signer à Ric Flair un contrat de plusieurs années.

## Vie privée
Ric Flair a été marié à cinq reprises.
Le premier mariage a eu lieu en 1971 avec Leslie Goodman. Le couple a divorcé en 1983 et a eu deux enfants, Megan Fliehr et David Richard Fliehr.
Plus tard dans la même année, il épouse Elizabeth Harrell. Ils divorceront en 2006 après 23 années passés ensemble. Le couple a eu deux enfants, Ashley Elizabeth Fliehr (Charlotte Flair, lutteuse à la WWE) et Reid, mort en 2013 à l'âge de 25 ans.
Quelques mois après son divorce avec Elizabeth, il épouse Tiffany VanDemark, avec qui il divorcera en 2009.
Quelques mois plus tard, il épouse Jackie Beems, avec qui il divorcera quelque temps plus tard.
Depuis 2018, il est marié, avec Wendy Barlow, qu'il connaît depuis 1993.

## Palmarès

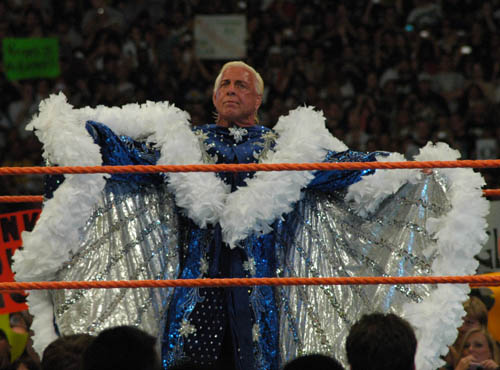
Ric Flair à WrestleMania XXIV.

- Mid-Atlantic Championship Wrestling / Jim Crockett Promotions / World Championship Wrestling
  - 4 fois Champion poids-lourds du milieu-Atlantique de la NWA[49]
  - 3 fois Champion par équipe du milieu-Atlantique de la NWA avec Rip Hawk (1), Greg Valentine (1) et Big John Studd (1)[50]
  - 1 fois Champion télévision du milieu-Atlantique de la NWA[51]
  - 1 fois Champion télévision de la NWA[51]
  - 5 fois Champion poids-lourds des États-Unis de la NWA (Mid-Atlantic version)[52]
  - 10 fois Champion du monde poids-lourds de la NWA (Seulement 7 reconnu par la WWE ce qui explique la mention de 16 titres de champion du monde au total)[21]
  - 3 fois Champion du monde par équipe de la WCW (Mid-Atlantic version) avec Greg Valentine (2) et Blackjack Mulligan (1)[53]
  - 2 fois Champion du monde poids-lourds International de la WCW[54]
  - 1 fois Champion du monde des États-Unis de la WCW[52]
  - 7 fois Champion du Monde Poids-Lourds de la WCW[25]
  - 1er WCW Triple Crown Champion

- National Wrestling Alliance
  - NWA Hall of Fame (2008)

- Professional Wrestling Hall of Fame and Museum
  - Hall of Fame en 2006

- St. Louis Wrestling Club
  - 1 fois NWA Missouri Heavyweight Championship[55]

- St. Louis Wrestling Hall of Fame
  - Hall of Fame en 2007

- World Wrestling Federation / World Wrestling Entertainment
  - 2 fois Champion du monde de la WWF[33]
  - 1 fois Champion Intercontinental[35]
  - 3 fois Champion du Monde par équipes avec Batista (2) et Roddy Piper (1)[33]
  - Vainqueur du Royal Rumble 1992[20]
  - Hall of Famer en 2008 (en solo) et 2012 (avec les Four Horsemen)
  - Slammy Award du match de l'année en 2008 vs. Shawn Michaels à WrestleMania XXIV
  - 13e WWE Triple Crown Champion

### Classements magazines
- Planète Catch (magazine)
  - Élu retraité de l'année 2008
  - Match de l'année 2008 (contre Shawn Michaels)
  - Moment de l'année 2008 (lorsqu'il a pris sa retraite)

- Pro Wrestling Illustrated
- PWI 500, les cinq cents meilleurs catcheurs de l'année

| Année | 1991 | 1992 | 1993 | 1994 | 1995 | 1996 | 1997 | 1998 | 1999 | 2000 | 2001       | 2002 | 2003 | 2004 | 2005 | 2006 | 2007 | 2008 |
| Rang  | 3    | 3    | 6    | 3    | 20   | 10   | 35   | 55   | 42   | 43   | Non classé | 34   | 53   | 30   | 51   | 24   | 70   | 19   |

- - Classé 2e au classement des 500 meilleurs catcheurs en 2003[56]
  - Catcheur de l'année en 1981, 1984, 1985, 1986, 1989, 1992[57]
  - Match de l'année
    - 1983 contre Harley Race[58]
    - 1984 contre Kerry Von Erich[58]
    - 1986 contre Dusty Rhodes[58]
    - 1989 contre Ricky Steamboat[58]
    - 2008 contre Shawn Michaels[réf. nécessaire]

  - Rivalité de l'année
    - 1987 en équipe avec les Four Horsemen contre Super Powers et Road Warriors[59]
    - 1988 et 1990 contre Lex Luger[59]
    - 1989 contre Terry Funk[59]
    - Catcheur le plus détesté de l'année en 1978 et 1987[60].
    - Débutant de l'année (1975)[61]

- Wrestling Observer Newsletter Awards
  - 5 Star Match (1987) vs. Barry Windham au Jim Crockett Sr. Memorial Cup
  - 5 Star Match (1989) vs. Ricky Steamboat au Chi-Town Rumble
  - 5 Star Match (1989) vs. Ricky Steamboat à Clash of the Champions VI
  - 5 Star Match (1989) vs. Ricky Steamboat à WrestleWar
  - 5 Star Match (1989) vs. Terry Funk dans un "I Quit" match à Clash of the Champions IX
  - 5 Star Match (1991) avec Larry Zbyszko, Barry Windham et Sid Vicious vs. Sting, Brian Pillman, Rick Steiner et Scott Steiner à WrestleWar
  - Meilleur heel en 1990
  - Meilleur en interview en 1991, 1992, 1994
  - Rivalité de l'année 1989 vs. Terry Funk
  - Match de l'année 1983 vs. Harley Race dans un match en cage à Starrcade
  - Match de l'année 1986 vs. Barry Windham à Battle of the Belts II
  - Match de l'année 1988 vs. Sting à Clash of the Champions I
  - Match de l'année 1989 vs. Ricky Steamboat à WrestleWar
  - Catcheur le plus charismatique en 1980, 1982–1984, 1993
  - Catcheur le plus remarquable en 1986, 1987, 1989
  - Catcheur préféré des lecteurs du magazine en 1984–1993, 1996
  - Pire rivalité de l'année 1990 contre Junkyard Dog[62]
  - Pire match de l'année 1996 avec Arn Anderson, Meng, The Barbarian, Lex Luger, Kevin Sullivan, Z-Gangsta and The Ultimate Solution vs. Hulk Hogan and Randy Savage dans un Triple Cage match à Uncensored
  - Catcheur de l'année en 1982–1986, 1989, 1990, 1991
  - Membre du Wrestling Observer Hall of Fame (1996)

## Filmographie
- 1974 : The Wrestler de James A. Westman : Lui-même
- 2015 : Magic Mike XXL de Gregory Jacobs : Lui-même

## Autres medias
En 2003, la WWE sort un DVD retraçant la carrière de Ric Flair, The Ultimate Ric Flair Collection.
Ric Flair publie son autobiographie To Be The Man en juillet 2004. Le titre fait référence à une de ses phrases : « To be the man, you gotta beat the man » (« Pour être l'homme, il faut battre l'homme »)[réf. nécessaire].
Le 30 octobre 2017, le rappeur d'Atlanta, Offset, sort une musique nommée Ric Flair Drip. Le 1er mars, dans le clip vidéo, nous pouvons y voir Ric Flair dans une luxueuse demeure.